# USSR International 1983
Die USSR International 1983 im Badminton fanden vom 28. bis zum 30. Oktober 1983 in Moskau statt. Es war die neunte Auflage der Titelkämpfe.

## Sieger und Platzierte
| Disziplin    | Gold                                | Silber                           | Bronze                                 |
| ------------ | ----------------------------------- | -------------------------------- | -------------------------------------- |
| Herreneinzel | Harald Klauer                       | Vitaliy Shmakov                  | Anatoliy Skripko                       |
| Herreneinzel | Harald Klauer                       | Vitaliy Shmakov                  | Erfried Michalowsky                    |
| Dameneinzel  | Svetlana Belyasova                  | Tatyana Litvinenko               | Monika Cassens                         |
| Dameneinzel  | Svetlana Belyasova                  | Tatyana Litvinenko               | Lyudmila Okuneva                       |
| Herrendoppel | Thomas Künstler Harald Klauer       | Vitaliy Shmakov Anatoliy Skripko | Gennadiy Samokhvalov Vyacheslav Shukin |
| Herrendoppel | Thomas Künstler Harald Klauer       | Vitaliy Shmakov Anatoliy Skripko | Radiy Bilalov Viktor Samarin           |
| Damendoppel  | Svetlana Belyasova Lyudmila Okuneva | Monika Cassens Petra Michalowsky | Tatyana Litvinenko Viktoria Pron       |
| Damendoppel  | Svetlana Belyasova Lyudmila Okuneva | Monika Cassens Petra Michalowsky | Mechtild Hagemann Dorett Hökel         |
| Mixed        | Vitaliy Shmakov Svetlana Belyasova  | Edgar Michalowski Monika Cassens | Sergey Sevryukov Lyudmila Galyamova    |
| Mixed        | Vitaliy Shmakov Svetlana Belyasova  | Edgar Michalowski Monika Cassens | Oleg Kravchuk Lyudmila Okuneva         |

## Finalresultate
| Disziplin    | Sieger                              | Finalist                         | Ergebnis           |
| ------------ | ----------------------------------- | -------------------------------- | ------------------ |
| Herreneinzel | Harald Klauer                       | Vitaliy Shmakov                  | 6–15, 15–10, 15–10 |
| Dameneinzel  | Svetlana Belyasova                  | Tatyana Litvinenko               | 11–4, 7–11, 11–7   |
| Herrendoppel | Thomas Künstler Harald Klauer       | Vitaliy Shmakov Anatoliy Skripko | 18–15, 15–8        |
| Damendoppel  | Svetlana Belyasova Lyudmila Okuneva | Monika Cassens Petra Michalowsky | 15–9, 15–5         |
| Mixed        | Vitaliy Shmakov Svetlana Belyasova  | Edgar Michalowski Monika Cassens | 15–8, 15–10        |